# Кальдара, Франко
Фра́нко Кальда́ра (итал. Franco Caldara; род. 19 января 1938, Кортина-д’Ампеццо, Венеция) — итальянский кёрлингист.
В составе мужской сборной Италии участник двух чемпионатов мира (лучший результат — седьмое место в 1978 году).
Играл на позиции второго.

## Команды
| Сезон   | Четвёртый           | Третий           | Второй          | Первый        | Турниры            |
| ------- | ------------------- | ---------------- | --------------- | ------------- | ------------------ |
| 1974—75 | Джузеппе Даль Молин | Леоне Реццадоре  | Франко Кальдара | Энеа Павани   | ЧМ 1975 (10 место) |
| 1977—78 | Леоне Реццадоре     | Роберто Дзангара | Франко Кальдара | Роберто Бокус | ЧМ 1978 (7 место)  |

(скипы выделены полужирным шрифтом)